# Mosella (Ausonius)
Die Mosella ist eine um 371 entstandene lateinische Reisebeschreibung in Versform des römischen Beamten und Dichters Ausonius, der von 367 bis 388 als Erzieher des Kaisers Gratian in Trier (Augusta Treverorum) lebte.

## Inhalt
Ausonius schildert in 483 kunstvollen Hexametern eine idealtypische Reise von der Nahe bei Bingen durch den heutigen Hunsrück zum Tal der Mosel, die bei den Römern Mosella hieß. Die Mosella ist das einzige überlieferte antike Gedicht, das sich ausschließlich einem Fluss widmet.
Im 4. Jahrhundert residierten in Trier, das damals zu Gallien gehörte, römische Kaiser, weshalb sich auch viele gebildete Angehörige der Oberschicht in der Region aufhielten. Sie stellten wahrscheinlich das Publikum dar, das Ausonius vor Augen hatte. Er beschreibt in den ersten Versen der Mosella den Aufbruch zur Reise an der „nebelreichen“ Nahe und nennt in den folgenden Versen verschiedene Orte, an denen er vorbeikommt. So erwähnt er die neue, erst 368 entstandene Ummauerung von Bingium, das er als Vingo bezeichnet, die Orte Dumnissus und die Reisestation Tabernae im Hunsrück sowie „Noiomagus“ (Noviomagus Treverorum), das heutige Neumagen-Dhron an der Mosel. Im weiteren Verlauf hebt Ausonius zu einer hymnusartigen Lobpreisung der Mosel an. Er preist ausdrücklich ihre Naturschönheit, den Fleiß ihrer Anwohner, den Reiz und die Fruchtbarkeit des Moselufers und der angrenzenden Landschaft und erwähnt dabei auch zehn Nebenflüsse (Prüm, Nims, Sauer, Kyll, Ruwer, Lieser, Dhron, Salm, Saar und Eltz). Ein Teil der Mosella ist der umfangreichen, aus 64 Achtzeilern bestehenden, Aufzählung von 15 Fischarten gewidmet, die zu Ausonius’ Zeit in der Mosel vorkamen. Wiederholt zieht Ausonius auch Vergleiche zu anderen Orten wie seiner gallischen Heimatstadt Burdigala (dem heutigen Bordeaux) oder der Provinz Britannien.

## Ausgaben
Eine guterhaltene Handschrift des Textes stammt aus dem Kloster St. Gallen und entstand im 10. Jahrhundert.
- Walter John (Übers. und Hrsg.): Mosella. Das Mosellied des Ausonius. Paulinus-Druckerei, Trier 1932 (Textausgabe mit deutscher Übersetzung und Erklärung).
- Eduard Böcking: Des Dec. Magnus Ausonius Mosella. Lateinisch und Deutsch. Nebst einem Anhange. Enthaltend einen Abriss von des Dichters Leben, Anmerkungen zur Mosella, die Gedichte auf Bissula. Nicolai, Berlin 1828.
- D. Magnus Ausonius Mosella. Mit Texten von Symmachus und Venantius Fortunatus. Lateinisch/Deutsch. Herausgegeben, übers. u. kommentiert von Otto Schönberger. Reclam: Stuttgart 2000 (Reclam Universalbibliothek Nr. 18027; eine paraphrasierende Prosaübersetzung, mit Schwerpunkt auf einer philologischen Dokumentation des Textes)
- Ausonius: Mosella. Lateinisch/Deutsch. Hrsg., in Blankverse übers., erl. u. mit einer Einführung versehen von Paul Dräger. Trier 2001
- D. Magnus Ausonius: Mosella. Bissula, Briefwechsel mit Paulinus Nolanus. Hrsg. u. übers. von Paul Dräger. Sammlung Tusculum, Düsseldorf/Zürich: Artemis 2002.
- Mosella. Der Briefwechsel mit Paulinus. Bissula. Lat./Deutsch. Berlin: Akademie 2011, ISBN 978-3-05-005525-1 (Rezension)
- D. Magnus Ausonius: Sämtliche Werke (3 Bde.). Bd. 2: Trierer Werke (darunter Mosella). Lat./Deutsch. Hg., übersetzt u. komm. von Paul Dräger. Trier: Kliomedia 2011, ISBN 978-3-89890-158-1.
- D. Magnus Ausonius: Mosella. Kritische Ausgabe, Übersetzung, Kommentar von Joachim Gruber (Texte und Kommentare 42). Berlin [u. a.]: de Gruyter 2013, ISBN 978-3-11-030933-1.
- D. Magnus Ausonius: Sämtliche Werke. Bd. 2: Trierer Werke (vor allem Mosella). Hg., übers. u. komm. von Paul Dräger. Zweite, erweiterte und überarbeitete Auflage, Trier (Kliomedia) 2016, ISBN 978-3-89890-207-6.